# Fruitland, Maryland
Fruitland är en stad (city) i Wicomico County i delstaten Maryland i USA. År 2014 hade Fruitland uppskattningsvis 5 121 invånare. Orten har fuktigt subtropiskt klimat.

### Fotnoter
1. ↑  Fruitland, Maryland. Roadside Thoughts.
2. ↑  Fruitland, Maryland. Weatherbase.